# Alexandru Balaban
Alexandru Balaban est un chimiste roumain (né à Timișoara en 1931), connu pour sa contribution à la théorie des graphes chimiques. Il fut président de l'Académie internationale de chimie mathématique.

## Publications
- Steric fit in quantitative structure-activity relations. Berlin; New York. 1980.
- Metateza olefinelor și polimerizarea prin deschidere de inel a cicloolefinelor. București. 1981.
- Pyrylium salts: Syntheses, reactions, and physical properties. New York. 1982.
- Labelled compounds and radiopharmaceuticals applied in nuclear medicine. București; New York. 1986.
- Annulenes, benzo-, hetero-, homo-derivatives and their valence isomers. Boca Raton. 1987.
- Fotostabilizarea polimerilor cu amine împiedicate steric. București. 1990.
- Costin Nenițescu: Viața și opera. București. 1995. (Mircea D. Banciu)
- Topological indices and related descriptors in QSAR and QSPR. Amsterdam. 1999. (James Devillers)